# كارتر بارون
كارتر بارون (بالإنجليزية: Carter Barron)‏ هو لاعب كرة قدم أمريكية أمريكي، ولد في 30 يناير 1905 في كلاركسفيل في الولايات المتحدة، وتوفي في 16 نوفمبر 1950 في واشنطن العاصمة في الولايات المتحدة.